# ラーナ
ラーナ（イタリア語: Lana ; ドイツ語: Lana ラーナ）は、イタリア共和国トレンティーノ＝アルト・アディジェ州ボルツァーノ自治県にある、人口約12,000人の基礎自治体（コムーネ）。

## 地理

### 位置・広がり
ボルツァーノ自治県西部に位置し、ブルグラヴィアート（ブルクグラーフェンアムト）地方 (Burggrafenamt) に属するコムーネ。メラーノから南へ約7km、県都ボルツァーノから北西へ約19km、州都トレントから北へ約60kmの距離にある。

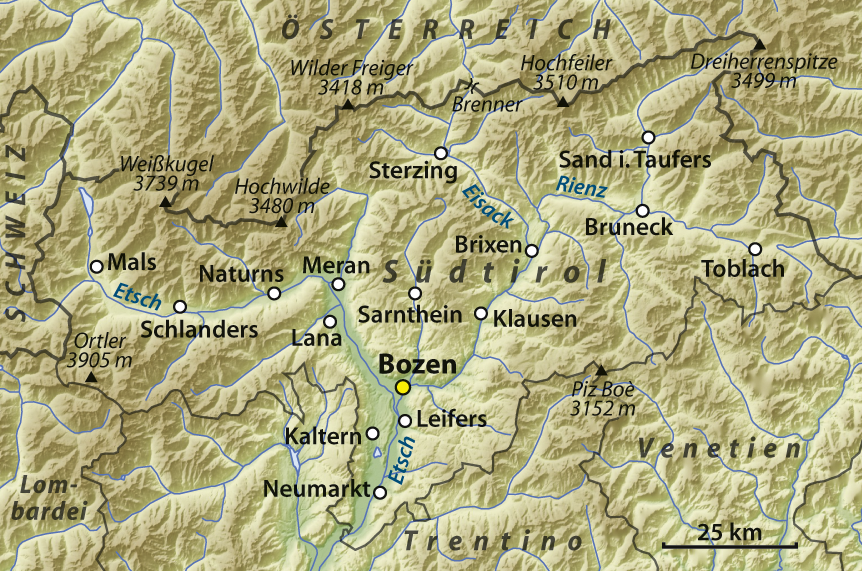
ボルツァーノ/南チロル自治県地図（地名はドイツ語表記）

#### 隣接コムーネ
隣接するコムーネは以下の通り。
- チェルメス
- ガルガッツォーネ
- ラグンド
- マルレンゴ
- メラーノ
- ナトゥルノ
- パルチーネス
- ポスタル
- サン・パンクラーツィオ
- テージモ

### 地勢
- 川: アディジェ川

## 行政

### Comunità comprensoriale
ボルツァーノ自治県が設けた行政区画 Comunità comprensoriale では、ブルグラヴィアート / ブルクグラーフェンアムト  (Burggrafenamt) （中心地: メラーノ）に属する。
- ブルクグラーフェンアムト
- ブルクグラーフェンアムトのコムーネ（中心地メラーノは9）。ラーナは6。

## 住民

### 言語
| 言語集団調査（2011年） | 言語集団調査（2011年） | 言語集団調査（2011年） | 言語集団調査（2011年） | 言語集団調査（2011年） |
| ---------------------- | ---------------------- | ---------------------- | ---------------------- | ---------------------- |
|                        |                        |                        |                        |                        |
| ドイツ語               | ドイツ語               |                        | 91.84%                 | 91.84%                 |
| イタリア語             | イタリア語             |                        | 7.90%                  | 7.90%                  |
| ラディン語             | ラディン語             |                        | 0.26%                  | 0.26%                  |

2011年に行われた、住民がドイツ語・イタリア語・ラディン語のいずれの「言語集団」に属するかの調査によれば（ボルツァーノ自治県#言語集団調査参照）、住民の約92%がドイツ語話者であり、イタリア語話者も約8%いる。

## 姉妹都市
- フォイヒトヴァンゲン（ドイツ）
- Idstein（ドイツ）
- Telfs（オーストリア）